# NFL Network
NFL Network – amerykański kanał telewizyjny założony i zarządzany przez National Football League (NFL). Kanał ten jest dostępny także w Kanadzie i Meksyku. Został on uruchomiony 4 listopada 2003 roku, zaledwie osiem miesięcy po tym, jak właściciele 32 zespołów NFL jednomyślnie zagłosowali za jego powstaniem. Głównym dostawcą programów dla NFL Network jest spółka NFL Films, która na potrzeby kanału produkuje programy, reklamy, filmy i dokumenty.
Od 2006 roku NFL Network nadaje na żywo osiem spotkań sezonu zasadniczego NFL. Transmisje te są nazywane Run to the Playoffs. Transmitowane są czwartkowe i sobotnie spotkania, począwszy od Dnia Dziękczynienia.